# Heat of the Moment
Heat of the Moment è il primo singolo del supergruppo rock inglese Asia, pubblicato nel 1982 ed estratto dal loro eponimo album di debutto.
Il brano è stato scritto da John Wetton e Geoff Downes e prodotto da Mike Stone.

## Video musicale
Il videoclip della canzone, diretto dal duo Godley & Creme, è strutturato sull'idea di un mosaico attraverso il quale di volta in volta si svelano varie immagini tra cui quelle dei componenti del gruppo

## Tracce
- 7" Singolo (USA)

1. Heat of the Moment – 3:50
2. Ride Easy – 4:35

- 7" Singolo (UK)

1. Heat of the Moment – 3:50
2. Time Again – 4:45

## Formazione
- John Wetton – voce, basso
- Geoff Downes – tastiera, cori
- Steve Howe – chitarra, cori
- Carl Palmer – batteria, percussioni

## Classifiche
| Classifica (1982)             | Posizione massima |
| ----------------------------- | ----------------- |
| Australia                     | 26                |
| Canada                        | 4                 |
| Germania                      | 7                 |
| Irlanda                       | 30                |
| Italia                        | 16                |
| Nuova Zelanda                 | 46                |
| Paesi Bassi                   | 33                |
| Regno Unito                   | 46                |
| Spagna                        | 17                |
| Stati Uniti                   | 4                 |
| Stati Uniti (mainstream rock) | 1                 |
| Svizzera                      | 2                 |

## Curiosità
Questo brano fa da colonna sonora nella puntata 03x11 "Un martedì infernale" di Supernatural.